# Óscar Tabuenca
Óscar Javier Tabuenca Berges (Bilbao, 24 aprile 1971) è un ex calciatore spagnolo, di ruolo difensore.

## Carriera
Cresce nelle giovanili dell'Athletic Bilbao, con la quale debutta con la squadra riserve nella stagione 1989-1990. L'anno successivo viene "promosso" alla prima squadra con cui esordisce nella Primera División nel campionato 1990-1991, precisamente il 28 ottobre 1990 nella partita Athletic-Maiorca (2-0). Per sette stagioni veste la maglia dei rojiblancos collezionando 98 presenze.
Durante la stagione 1997-1998 passa al Compostela, con cui milita due stagioni, al termine delle quali viene acquistato dal Granada, società in cui disputa altri due campionati.  L'anno successivo termina la carriera con la maglia dell'Aurrerá Vitoria.